# Ogovia tavetensis
Ogovia tavetensis är en fjärilsart som beskrevs av Holland 1892. Ogovia tavetensis ingår i släktet Ogovia och familjen nattflyn. Inga underarter finns listade i Catalogue of Life.